# Tony Revolori
Tony Revolori (Anaheim, Kalifornia, 1996. április 28. –) amerikai színész.
Legismertebb alakítása Flash Thompson a Marvel-moziuniverzum filmjeiben. Ebben a szerepben elsőként a 2017-es Pókember: Hazatérés című filmben tűnt fel, ezt követte a Pókember: Idegenben (2019). 2014-ben A Grand Budapest Hotel című filmben is játszott.

## Élete
Revolori a kaliforniai Anaheimben született, és ott is nőtt fel. Szülei Sonia és Mario Quinonez guatemalai származásúak, ahol édesapja színész volt. Testvére, Mario Revolori szintén színész. Revolori családnevét apai nagyanyja neve után választotta.

## Filmográfia

### Film
| Év   | Magyar cím             | Eredeti cím               | Szerep                 | Magyar hang   |
| ---- | ---------------------- | ------------------------- | ---------------------- | ------------- |
| 2009 | A tökéletes csapat     | The Perfect Game          | Fidel Ruiz             |               |
| 2013 |                        | Fitz and Slade            | gyerek                 |               |
| 2014 | A Grand Budapest Hotel | The Grand Budapest Hotel  | Zero                   | Hamvas Dániel |
| 2015 | Kábszer                | Dope                      | Jib                    | Timon Barna   |
| 2015 |                        | Umrika                    | idősebb Lalu           |               |
| 2016 | Az 5. hullám           | The 5th Wave              | Dumbo                  | Czető Ádám    |
| 2016 |                        | Lowriders                 | Chuy Herrera           |               |
| 2017 |                        | Please Stand By           | Nemo                   |               |
| 2017 | Pókember: Hazatérés    | Spider-Man: Homecoming    | Flash Thompson         | Rada Bálint   |
| 2017 | A 19-es asztalnál ülők | Table 19                  | Renzo Eckberg          | Márkus Sándor |
| 2017 |                        | Take the 10               | Chester                |               |
| 2018 |                        | The Long Dumb Road        | Nathan                 |               |
| 2019 | Pókember: Idegenben    | Spider-Man: Far From Home | Flash Thompson         | Rada Bálint   |
| 2019 | A csend hangja         | The Sound of Silence      | Samuel Diaz            | Rada Bálint   |
|      | Fuss                   | Run                       | brooklyni fiú (hangja) |               |
| 2021 | A Francia Kiadás       | The French Dispatch       | fiatal Moses Rosenthal |               |
| 2021 | Pókember: Nincs hazaút | Spider-Man: No Way Home   | Flash Thompson         | Rada Bálint   |
| 2023 | Sikoly VI.             | Scream VI                 | Jason Carvey           | Jakab Márk    |
| 2023 | Asteroid City          | Asteroid City             | Gibson segédtisztje    | Penke Bence   |
| 2023 | A fiú és a szürke gém  | Kimitachi wa dô ikiru ka  | papagáj (angol hangja) |               |

Rövidfilmek
- 2004: Nebraska – kisfiú
- 2008: Smother – Waylon
- 2009: Spout – iker Shaun
- 2014: Special Delivery – Ramiro

### Televízió
| Év        | Magyar cím                 | Eredeti cím              | Szerep                              | Megjegyzések                        |
| --------- | -------------------------- | ------------------------ | ----------------------------------- | ----------------------------------- |
| 2006      | Az egység                  | The Unit                 | fiú                                 | 1 epizód                            |
| 2007      | Törtetők                   | Entourage                | fiú                                 | 1 epizód                            |
| 2008      |                            | Ernesto                  | tizenéves Hilario                   | tévéfilm                            |
| 2009      | A nevem Earl               | My Name Is Earl          | Hunhau                              | 1 epizód                            |
| 2010      |                            | Sons of Tucson           | Paco                                | 1 epizód                            |
| 2013      | Shameless – Szégyentelenek | Shameless                | Sanchez                             | 1 epizód                            |
| 2016      | Atyám, Zorn!               | Son of Zorn              | Scott Schmidt                       | 5 epizód magyar hangja Boldog Gábor |
| 2017      | A munka hősei              | Workaholics              | Dougie                              | 1 epizód                            |
| 2017–2018 | OK K.O.! Legyünk hősök!    | OK K.O.! Let's Be Heroes | Chameleon Jr. / Dolph Finn (hangja) | 2 epizód                            |
| 2019–2023 |                            | Servant                  | Tobe                                | 13 epizód                           |
| 2020      | Vadócok                    | Craig of the Creek       | Nate Moger III (hangja)             | 1 epizód                            |
| 2020      |                            | Royalties                | Theo                                | 9 epizód                            |
| 2022–     | Monster High               | Monster High             | Deuce Gorgon (hangja)               | főszereplő                          |
| 2022–2023 | Willow                     | Willow                   | Graydon Hastur herceg               | 8 epizód                            |